# 미레크 토폴라네크
미레크 토폴라네크(체코어: Mirek Topolánek, 1956년 5월 15일~) 은 체코의 정치인이다. 2006년부터 2009년까지 제7대 총리를 지냈다.
즐린주 브세틴 출신으로, 오파바의 육군 학교를 졸업한 후 브르노 공과 대학에서 공학을 전공하였다. 1989년, 체코슬로바키아의 공산주의 체제 붕괴 직후 시민 포럼에 참가하여 정계에 입문했다. 체코슬로바키아 붕괴 이후 1994년 시민민주당에 입당했으며, 1996년부터 2004년까지 오스트라바를 지역구로 하는 상원 의원에 상원의원으로 재직했으며, 2002년 ~ 2004년에는 상원의장을 맡았다. 2002년, 그 이듬해에 대통령으로 선출된 바츨라프 클라우스의 뒤를 이어 시민민주당 당수로 선출되어 2010년까지 재직하였다. 2006년 총선에서 시민민주당은 가장 많은 의석을 확보했으나, 다수 의석에는 미치지 못하여 다른 당과 연정을 구성하여 총리 자리에 올랐다.
2008년 후반, 그의 정권은 경제 위기 속에 불안정한 모습을 보였으나, 그런 가운데 체코는 2009년 상반기 동안 유럽 연합의 순번제 의장국을 맡게 되어 그는 체코 정부를 대표하여 유럽이사회 의장 자리에 올랐다. 2009년 상반기 유럽이사회 의장은 글로벌 금융위기 대처와 2580억 달러 규모 EU 경기부양책 통솔 등 경제적 역할 뿐 아니라 가자 지구를 둘러싼 이스라엘과 팔레스타인의 갈등 조율 등 막중한 외교적 임무까지 맡게 되었으나, 그는 체코에서 인기가 떨어져 3월 24일, 의회에서 연정에 대한 불신임안이 가결되어 26일자로 공식 사퇴하였다. 이로써 그는 체코에서 처음으로 불명예스럽게 퇴진한 총리라는 불명예를 얻고 물러나게 되었다. 그 후 얀 피셰르 통계청장이 후임 총리로 임명되어 5월 8일 토폴라네크는 총리직에서 물러났다.

## 역대 선거 결과
| 선거명      | 직책명        | 대수 | 정당   | 득표율 | 득표수    | 결과 | 당락 |
| ----------- | ------------- | ---- | ------ | ------ | --------- | ---- | ---- |
| 2018년 선거 | 체코의 대통령 | 3대  | 무소속 | 4.31%  | 221,689표 | 6위  | 낙선 |